# Hebius sarasinorum
Hebius sarasinorum är en ormart som beskrevs av Boulenger 1896. Hebius sarasinorum ingår i släktet Hebius och familjen snokar. Inga underarter finns listade i Catalogue of Life.
Arten förekommer endemisk på Sulawesi som tillhör Indonesien. Det första exemplaret hittades vid 1200 meter över havet. Honor lägger ägg.